# ایگلینگ
ایگلینگ (به آلمانی: Igling) یک شهر در آلمان است که در بایرن واقع شده‌است.

## خصوصیات
ایگلینگ ۲۶٫۳۷ کیلومترمربع مساحت دارد ۵۹۳-۶۱۱ متر بالاتر از سطح دریا واقع شده‌است.